# 8-cm-Feldkanone M.18
Die 8-cm-Feldkanone M.18 war eine Feldkanone Österreich-Ungarns, welche im Ersten Weltkrieg zum Einsatz kam.

## Entwicklung
Im Jahr 1917 begann die Firma Böhler mit der Entwicklung einer neuen Feldkanone mit dem Standardkaliber 7,65 cm. Diese sollte in Konkurrenz zur 8-cm-Feldkanone M.17 von Škoda gehen. Dennoch wurde die Feldkanone von Škoda bevorzugt genommen.
Um den Bedarf an Feldkanonen zu decken, wurden Ende 1917 Vergleichstests durchgeführt. Die Feldkanone von Böhler zeigte dabei eine höhere Präzision durch das längere Geschützrohr, was bei der Armee sehr wohlwollend aufgenommen wurde. Die Feldkanone von Böhler wurde im Januar 1918 mit der Bezeichnung 8-cm-Feldkanone M.18 in den Bestand der Armee aufgenommen.

## Produktion
Von Böhler und weiteren Vertragspartnern wurden von Januar 1918 bis zum Ende des Ersten Weltkrieges etwas mehr als 100 Feldkanonen hergestellt.

## Technische Beschreibung
Die Feldkanone hatte, dank dem verlängerten Geschützrohr, eine effektive Kampfentfernung von 10,5 km. Die maximale Reichweite betrug 12,1 km. Die Mündungsgeschwindigkeit betrug dabei 500 m/s. Eine geübte Mannschaft konnte zwischen zehn und 15 Granaten die Minute abfeuern.
Die Lafette der Feldkanone besaß eine gekröpfte Achse, wodurch ein schräges in Stellung bringen möglich war. Für einen Einsatz im Gebirge konnte die Feldkanone mit kleineren Rädern ausgestattet werden. Beim Transport der Feldkanone konnte sie in drei Teile zerlegt und auf Karren verlastet werden.
Der Höhenrichtbereich der Waffe betrug zwischen −10 Winkelgrad bis + 45 Winkelgrad. Zu beiden Seiten konnte das Geschütz jeweils bis acht Winkelgrad gedreht werden. Alles darüber hinaus musste die komplette Feldkanone bewegt werden.

## Bezeichnungen
- 8-cm-Feldkanone M.18 (Österreich-Ungarn, 1918)
- 8-cm-Feldkanone M.18 (Österreich, Erste Republik, 1918–1938)
- Typ 14 77 mm (China, ab 1925)
- 8-cm-Feldkanone 18 (ö) (Wehrmacht, 1938–1945)

## Einsatz

### Österreich-Ungarn
Die Feldkanone wurde hauptsächlich im Grabenkrieg zum Beschuss der gegnerischen Stellungen oder bei Artilleriegegenfeuer eingesetzt. Nachdem die österreich-ungarische Armee kapitulierte, verbleiben die wenigen Geschütze in der Ersten Republik weiter eingesetzt und wurden die Standard-Feldkanone des neuen Bundesheeres.

### Königreich Ungarn
Nach dem Ersten Weltkrieg wurde die Feldkanone im neu gegründeten Königreich Ungarn weiter genutzt. Im späteren Panzerkampfwagen 41M Turán II wurde eine leicht abgewandelte Version der Feldkanone eingebaut.

### China
Ein Exemplar wurde im Jahr 1925 nach China verschifft und dort unter der Bezeichnung Typ 14 77 mm gebaut und in die Armee eingeführt.

### Wehrmacht
Als sich 1938 der Anschluss Österreichs vollzog, gelangten mehrere Geschütze der österreichischen Armee in den Bestand der Wehrmacht. Diese führten sie unter der Bezeichnung 8-cm-Feldkanone 18 (ö). Da die Munition für das Geschütz allerdings nicht mehr hergestellt wurde und die Wehrmacht mit 7,5 cm andere Munition herstellte, kam die Feldkanone kaum noch zum Einsatz.

## Verbleib
Eine erhaltene Feldkanone kann im Heeresgeschichtlichen Museum in Wien betrachtet werden.